# Eje de Voyéikov

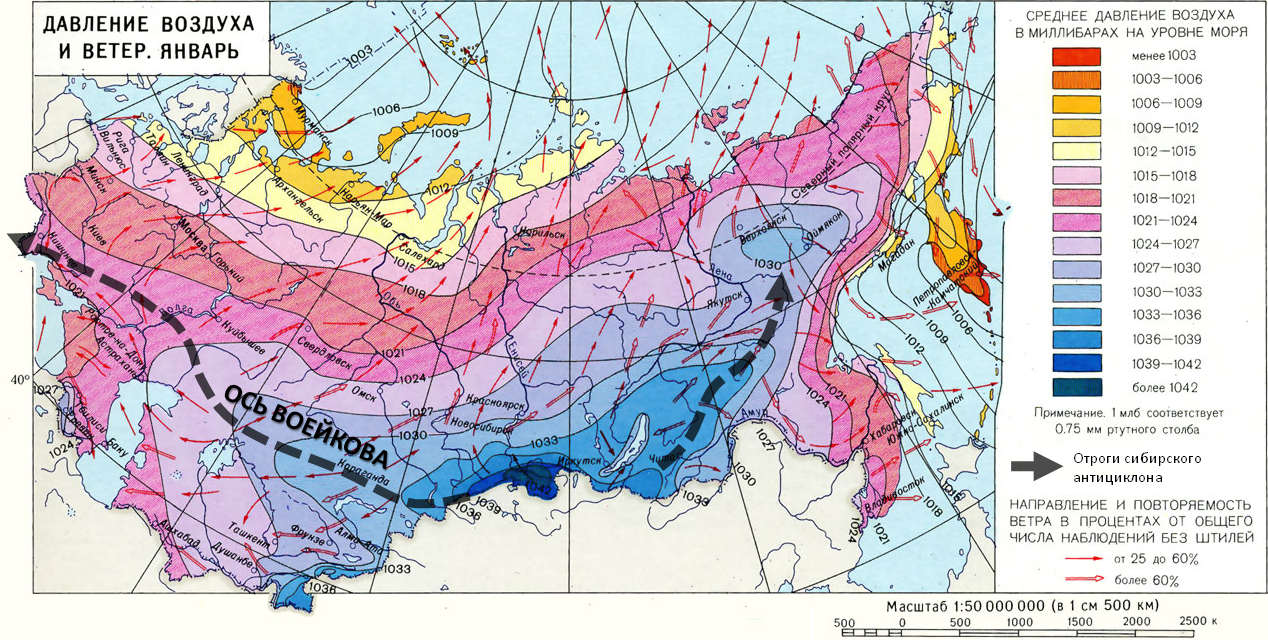
El eje de Voyéikov superpuesto en un mapa de presión atmosférica y dirección del viento en invierno

El eje de Voyéikov (o puente de Voyéikov) es una situación meteorológica muy poco frecuente en Europa que sólo se produce en invierno. Esta configuración fue llamada en honor a Aleksandr Voyéikov (en ruso cirílico, Александр Воейков), un climatólogo y meteorólogo ruso que estudió este fenómeno.
El puente barométrico de Voyéikov viene definido por la formación de un anticiclón muy potente y persistente en la zona de Siberia y una zona de alta presión en todo el continente europeo en torno al paralelo 50° Norte, produciéndose una conexión entre el máximo de presión del anticiclón siberiano y el centro del anticiclón de las Azores, creándose de este modo un gran eje común de alta presión.
Este eje bloquea el paso de las borrascas atlánticas hacia el continente europeo y favorece el transporte de una masa de aire siberiano, muy frío y seco, a todo el continente europeo y el Mediterráneo. Por lo tanto, esta configuración provoca un período extremadamente frío y seco en toda Europa, con valores de la temperatura que pueden llegar a situarse más allá de los 10 °C por debajo de la media climática.